# Culicoides pycnostictus
Culicoides pycnostictus är en tvåvingeart som beskrevs av Ingram och John William Scott Macfie 1925. Culicoides pycnostictus ingår i släktet Culicoides och familjen svidknott. Inga underarter finns listade i Catalogue of Life.